# 利亞馬科查湖
8°15′19″S 77°49′13″W / 8.25528°S 77.82028°W
利亞馬科查湖（Lake Llamacocha），是秘魯的湖泊，位於該國北部安卡什大區，由帕亞斯卡省的孔丘科斯區負責管轄，面積0.04平方公里，海拔高度3,501米。